# Агрикола (vir inlustris)
Вижте пояснителната страница за други личности с името Агрикола.
Агрикола (на латински: Agricola, fl.: 466 – 485) e римско-галски аристократ, син на западно-римския император Авит (455 – 456).
Той е брат на magister militum praesentalis Екдиций и на Папианила. Неговият дядо е вероятно Агрикола (консул 421 г.). Роднина е с поета Сидоний Аполинарий, който се жени 452 г. за сестра му Папианила.
Той е Vir illustris, това е най-висшата сенаторска титла. Има един син Партений.